# Discosura popelairii
El rabudito crestado (Discosura popelairii), también denominado coqueta de cola azul, cola-de-lira guamero (en Colombia), colicerda crestuda (en Ecuador) o cola-cerda crestado (en Perú), es una especie de ave apodiforme de la familia de los colibríes (Trochilidae), perteneciente al género Discosura. Es nativo de contrafuertes andinos orientales del oeste de América del Sur.

## Distribución y hábitat
Se distribuye de forma disjunta en las estribaciones de los Andes del este de Colombia (oeste de Meta), desde el suroeste de Colombia, este de Ecuador hasta el centro de Peru, y en el sureste de Perú (desde Madre de Dios al sur hasta Puno). También fue registrado en adyacencias del noroeste de Bolivia.
Esta especie es considerada generalmente rara en sus hábitats naturales: los bordes y el interior de selvas húmedas entre 500 y 1500 m de altitud. Usualmente forrajea en el dosel de la selva.

## Descripción
El macho mide en promedio 11,4 cm (incluyendo la larga cola), la hembra entre 7,5 y 8,2 cm de longitud; y pesan entre 2 y 5 g. El pico es corto, recto y negro. El macho es espléndido, con su corona de color verde brillante y larga y estrecha cresta y su larga cola; el resto de las partes superiores es verde cobrizo con una banda blanca en la rabadilla; la garganta de verde iridiscente, las partes inferiores negras, los lados son parduzcos con un parche blanco en los flancos; la larga cola es furcada, de color azul acero, las rectrices externas estrechas, los ejes de todas las rectrices son blancos. La hembra tiene las partes superiores similares pero sin cresta, las partes inferiores son negras con estrías malares y parche en los flancos blancos, la cola es corta, ligeramente furcada de color negro azulado con ápice blanco.
Se alimentan de néctar de flores, principalmente de Inga con su lengua extensible y también atrapan insectos en vuelo.
Estas aves necesitan alimentarse con frecuencia mientras esté activo durante el día y se entorpecen por la noche para ahorrar energía.

## Sistemática

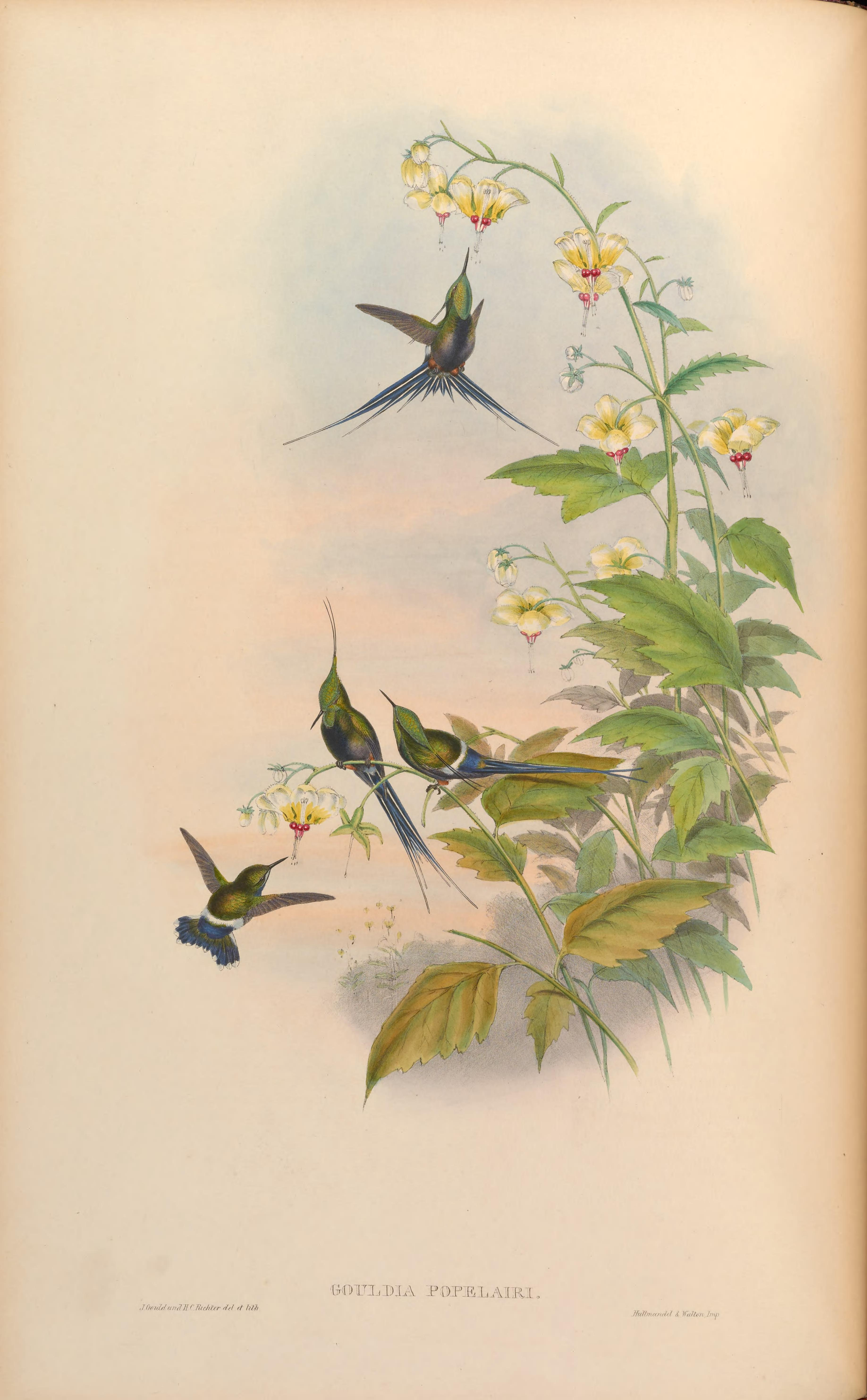
Gouldia popelairii sinónimo de Discosura popelairii ilustración de Gould y Richter en A monograph of the Trochilidae, or family of humming-birds 3, 1861.

### Descripción original
La especie D. popelairii fue descrita por primera vez por el ornitólogo belga Bernard du Bus de Gisignies en 1846 bajo el nombre científico Trochilus popelairii; su localidad tipo es: «Perú».

### Etimología
El nombre genérico femenino «Discosura» se compone de las palabras del griego «diskos» que significa ‘plato, disco’, y «oura» que significa ‘cola’; y el nombre de la especie «popelairii», conmemora al naturalista, explorador  y recolector belga en Perú Jean Baptiste Baron Popelaire de Terloo (1810–1870).

### Taxonomía
La presente especie junto a otras tres del actual género estuvieron por mucho tiempo colocadas en el género Popelairia, pero clasificaciones más recientes optaron por incluir a todas en Discosura. Otros autores argumentan que todas las especies deberían ser incluidas en Lophornis, dada la similitud entre las especies de los dos géneros, con excepción de las altamente modificadas plumas de la cola de los machos. Es monotípica.